# Grunau Baby
Grunau Baby var det vanligaste segelflygplanet i Sverige i slutet av 1940-talet.

## Historik
Efter grundutbildning på ett glidflygplan flyttades utbildningen över till ett segelflygplan. Grunau Baby ansågs vara ett lämpligt första segelflygplan både i flygklubbar och i Flygvapnet. 
Flygplanet konstruerades i början av 1930-talet av Edmund Schneider i Grunau i Tyskland (i dag Jesow i Polen). 
Prototypen flög första gången 1931 och modifierades ett flertal gånger innan den populäraste varianten IIb introducerades. Flygplanet licenstillverkades i ett 30-tal länder i över 6 000 exemplar. 
Flygplanet är ett högvingat monoplan byggt i dukklätt trä samt försett med dykbromsar. Flygplanet var ursprungligen öppet men många flygplan modifierades med huv för att öka bekvämligheten. Bästa glidtal är 1:17 vilket innebär att flygplanet förflyttar sig 17 meter framåt på en meters höjdförlust. 
[
Flygplanet är robust och relativt lättfluget, trots att det är ett övningsflygplan slogs flera svenska rekord i distans och höjd med typen. Karl-Erik Övgård höll sig i luften 15 timmar 25 minuter 1943. Över 100 flygplan licenstillverkades i Sverige av AB Flygplan i Norrköping. 
De flesta flygplanen fördelades med hjälp av statligt ekonomiskt stöd till de 30 största flygklubbarna medan 30 av flygplanen levererades till Flygvapnet där de fick benämningen Se 102.

## Användning i Sverige
Se 102 var beteckningen på segelflygplanet, och användes på som utbildningsflygplan i Flygvapnet under åren 1942-1961. Flygplanet användes som första segelflygplan efter grundutbildningen på glidflygplanet G 101. 
Flygplanet konstruerades på 1930-talet av Edmund Schneider. 30 stycken Grunau Baby IIb licenstillverkades för Flygvapnet av AB Flygplan i Norrköping.
Det första flygplanet levererades i mars 1942 till F 5 Ljungbyhed och den sista levererades i oktober 1942 till F 16 Uppsala. Flygplanen fördelades jämnt mellan samtliga flottiljer även om F 15 Söderhamn och F 18 Tullinge fick vänta några år och överta flygplan från andra flottiljer.  
Vid F 20 Uppsala förekom ingen egen segelflygverksamhet utan intresserade hänvisades till F 16. Ett flygplan tillverkades i Flygvapnets egen regi vid F5 som blev flygfärdigt sommaren 1942. När flygplanen mönstrades ut i mitten på 1950-talet såldes flygplanen till KSAK som fördelade dem bland flygkubbarna. Det sista flygplanet avfördes 1961 från F 5 Ljungbyhed.
Flygvapnet deltog 1943 med elva lag vid segelflygtävlingar på Ålleberg. Lagsegrare blev F 5 med Bengt Olow och Bengt Bergman, individuellt segrade Bengt Olow, en bedrift han upprepade i tävlingarna året efter.